# Hangende tuinen van Babylon

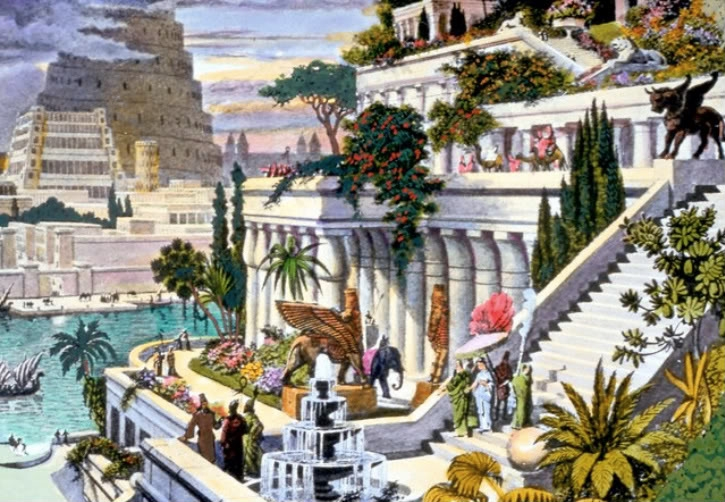
Een 19e-eeuwse interpretatie van de hangende tuinen van Babylon (abusievelijk toegeschreven aan de Nederlandse schilder Maarten van Heemskerck). Op de achtergrond is de Toren van Babel te zien.

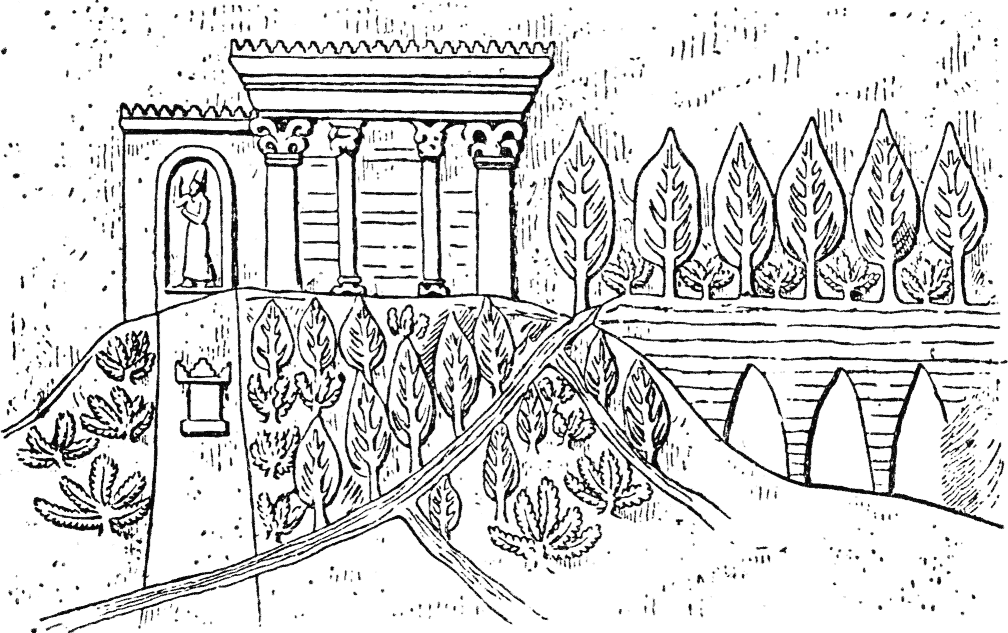
Bas-reliëf dat de paleistuin van Assurbanipal toont (ca. 650 v.Chr.)

De hangende tuinen van Babylon waren volgens de oud-Griekse overlevering een serie terrassen, omringd door muren met torens, 80 kilometer ten zuiden van het huidige Bagdad in Irak.

## Legende
Het oudst bewaarde verslag van de tuinen is afgeleid van Cleitarchos (4e eeuw v.Chr.). De enige bron uit Babylon was de Griekstalige Berossos, die ze situeerde in het nieuwe paleis van Nebukadnezar II. In zijn beschrijving volgde hij getrouw een basaltsteeninscriptie, behalve op de plaats waar hij plots een paradeisos introduceert: hangende tuinen voor een koningin met heimwee. Mogelijk is deze passage een latere interpolatie, ingevoegd door een schrijver die het toen al bekende wereldwonder miste. Volgens het verslag duurden de werken van 606 tot 562 v.Chr. Nebukadnezar zou de tuinen hebben aangelegd om zijn terneergeslagen kersverse echtgenote, Amytes, op te vrolijken. Amytes was afkomstig uit bergachtige streken en was gewend veel groen om zich heen te hebben. De tuinen moesten haar helpen wennen aan het leven in het grote Babylon. Ook wordt de halflegendarische koningin Semiramis als bouwster genoemd.
Later werden de weelderige tuinen uitgebreid beschreven door Griekse historici zoals Strabo en Diodorus Siculus. Ze vertellen hoe op de muren bomen, struiken en bloemen waren geplant. De tuinen 'hingen' als het ware boven de oevers van de rivier de Eufraat. Bijzonder was hun vermelding dat de irrigatie via onderaardse waterkanalen gebeurde. De tuinen werden in de oudheid als een van de zeven klassieke wereldwonderen aangeduid. Buiten deze beschrijvingen zijn er weinig concrete bewijzen voor het daadwerkelijke bestaan van de tuinen bewaard gebleven. Assyrische vorsten als Assurbanipal hadden inderdaad lusttuinen laten aanleggen en zij verzamelden planten en bomen. Volgens de legende zorgde Semiramis, de dochter van de godin Derketo en de echtgenote van een Assyrische vorst, voor de hangende tuinen in Assur. Hun faam zou op Babylon zijn overgeprojecteerd.
Er zijn geen Babylonische bronnen bekend die over de tuinen berichten, hoewel de koningen de gewoonte hadden om al hun verwezenlijkingen trots op te sommen. Hoogstens zijn er wat indirecte aanwijzingen gevonden bij opgravingen van het paleis in Babylon, maar deze sluiten niet aan bij de soms zeer uitbundige beschrijvingen van de pracht en praal van de tuinen.
Volgens een in 1994 geopperde stelling zijn de tuinen in de loop der tijd verward met die van Ninive. Babylonische bronnen in de vorm van kleitabletten beschrijven namelijk wel tuinen in Ninive, inclusief een op een schroef van Archimedes gelijkend proces om water op de gewenste hoogte te krijgen. Een en ander veronderstelt dat de Cleitarchos en Berossos dan wel heel erg de mist zijn ingegaan.

## Voetnoten
1. ↑  van der Spek, Berossus as a Babylonian chronicler and Greek historian, in: Studies in Ancient Near Eastern World View and Society, 2008, p. 300-313. Gearchiveerd op 19 maart 2023.
2. ↑  Afkomstig van Stephanie Dalley en in 2013 herhaald in haar boek The Mystery of the Hanging Garden of Babylon

Piramide van Cheops · Kolossus van Rodos · Hangende tuinen van Babylon · Mausoleum van Halicarnassus · Pharos van Alexandrië · Beeld van Zeus te Olympia · Tempel van Artemis in Efeze